# А2 стерео (Цвајканалтон)
А2 Стерео,  , оригинално такође назван "Цвајканалтон" што на немачком значи тон из два канала је аналогни телевизијски систем за пренос звука који се почевши од 1981. постепено уводио и користио у Немачкој, Аустрији, Аустралији, Швајцарској, Холандији, Хрватској, Србији и неким другим земљама које користе ЦЦИР системе. Јужна Кореја је користила модификовану верзију А2 стерео система за НТСЦ аналогни телевизијски стандард. Пренос аналогног стерео тона у овом систему врши се путем два одвојена ФМ носиоца .
У Србију је А2 стерео систем донела НТВ Студио Б, емитујући у овом систему од 1990. до 1994. године, када је због техничких сметњи у слици обуставила емитовање А2 стерео система. Остали емитери током прве две деценије двехиљадитих били су Фокс телевизија, Радио-телевизија Србије као и бројни кабловски оператори. 
Захваљујући својим карактеристикама овај телевизијски систем нудио је релативно велико раздвајање између канала ( значајно веће у поређењу са системом мултиплексирања  у дигиталном систему тог доба) и стога је био погодан како за двојезично емитовање, тако и за емисију стерео тона.  За разлику од конкурентског дигиталног НИКАМ (NICAM) стандарда, А2 стерео је аналогни систем.
А2 стерео систем се може прилагодити било ком постојећем аналогном телевизијском систему, а модерни ПАЛ (PAL) или СЕКАМ (SECAM) телевизијски пријемници углавном укључују детектор звука који може да декодира како немачки А2 стерео тако и британски Никам (NICAM) сигнал.
Увођење нових дигиталних телевизијских стандарда телевизије високе резолуције током друге деценије 21. века, значило је истовремени крај употребе претходних телевизијских система, укључујући А2 стерео систем.
1. ↑  Stereo sound systems - QSL.net Архивирано 2010-12-03 на сајту